# Sérgio Conceição
Sérgio Paulo Marceneiro Conceição (Sé Nova, Coimbra, 15 de novembro de 1974) é um treinador e ex-futebolista português que atuava como extremo. Atualmente, está sem clube.

## Carreira como jogador
Depois de ter iniciado a sua carreira futebolística na Académica de Coimbra e ter passado igualmente pelas camadas jovens do Porto, foi emprestado ao Felgueiras, equipa na altura da I divisão, para ganhar experiência. Na temporada 1995–96, com apenas 21 anos, destacou-se como um dos melhores elementos da equipa de Felgueiras, tendo actuado em 30 desafios, marcando quatro golos.
Sérgio Conceição, que tanto jogava a extremo-esquerdo como extremo-direito, foi assim chamado de novo ao Porto. Treinado por António Oliveira, assumiu-se como titular indiscutível da equipa que se sagrou campeã em 1996–97. Na época seguinte, foi ainda mais influente marcando oito golos no campeonato, que o FC Porto voltou a ganhar, conquistando ainda a Taça de Portugal ganha ao Braga.
As boas exibições de Sérgio Conceição valeram-lhe a transferência para o campeonato italiano por 10 milhões de euros, um dos mais ricos e competitivos da Europa. Durante as temporadas 1998–99 e 1999–00, o médio português representou a Lazio de Roma, um dos mais importantes clubes italianos. No primeiro ano venceu a Taça das Taças, uma importante prova europeia e marcando cinco golos em 33 jogos na Série A, e na segunda época o campeonato de Itália.
Na temporada seguinte, contra a sua vontade, o futebolista foi vendido ao Parma, clube mais modesto onde também se assumiu como titular. A sua cotação levou a que rapidamente, em 2001–02, regressasse a um clube grande, no caso a Internazionale, onde permaneceu por duas épocas.
Regressado novamente a Lazio de Roma, acabou por rescindir, de acordo mútuo, o contrato com aquele clube e regressar a Portugal. Desta vez Conceição assinou com o FC Porto até ao final da época de 2003–04, por onde não foi muito feliz e voltou a rescindir o contrato.
Logo em seguida assinou por um clube belga, o Standard de Liège, onde foi a principal figura da equipa. O extremo ganhou a chuteira de ouro, sendo considerado o melhor jogador da época 2004–05, tendo protagonizado um caso polémico de agressão a um árbitro dentro de campo do que lhe valeu uma punição de alguns meses derivado do seu arrependimento.
Depois de um episódio curto no Al Qadisiya da Arábia Saudita, depois de se ter transferido do Standard Liège na época de 2007–08, ele mudou-se para o futebol grego, indo então jogar para o PAOK, equipa treinada por Fernando Santos.

### Seleção Nacional
Em novembro de 1996 Sérgio Conceição, pela mão de Artur Jorge, fez a sua estreia pela seleção nacional, num jogo em que Portugal ganhou 1 a 0 à Ucrânia. A partir daí, apesar de nem sempre ser titular, passou a ser convocado frequentemente para os desafios da Selecção. O ponto alto da sua carreira na Selecção aconteceu no Euro 2000, disputada na Bélgica e na Holanda, quando fez um hat-trick, marcando aos 35, 54 e 71 minutos com que Portugal derrotou a Alemanha. Na qualificação para o Mundial 2002, Conceição marcou quatro golos sendo alguns decisivos. Mas na fase de grupos na Coreia do Sul não marcou qualquer golo e Portugal não chegou sequer aos oitavos-de-final.

## Carreira como dirigente
Em novembro de 2009, anunciou o fim da carreira como futebolista profissional para assumir o cargo de director desportivo do PAOK.

## Carreira como treinador
No final de maio de 2010, Conceição deixou o PAOK e voltou para o Standard de Liège, tendo feito parte da equipa de treinadores do clube.
Em 1 de janeiro de 2012, começou a sua carreira de treinador principal, substituindo Daúto Faquirá no clube português Olhanense, onde esteve até janeiro de 2013.
Treinou então a Académica de Coimbra, sucedendo a Pedro Emanuel, até 2014.
Posteriormente treinou o Sporting Clube de Braga. Mas o clube acabou por despedir o técnico no fim da época de 2014–15.
Na época 2015-2016 assumiu o comando técnico do Vitória Sport Clube para depois no final da época rescindir com o clube.
No dia 8 de dezembro de 2016 assina contrato, tornando-se treinador do clube francês Nantes. Em França, o jovem treinador liderou a equipa numa missão contra o rebaixamento. Mesmo chegando quase a metade da época, conseguiu realizar o objetivo com sucesso e impediu que o clube rumasse à Ligue 2.

### FC Porto
Em 8 de junho de 2017, Conceição assinou com o FC Porto, equipa que já havia defendido em três oportunidades como jogador, para auxiliar o clube a quebrar um jejum de títulos da Primeira Liga que estava presente desde 2013.
Já em sua estreia, o português derrotou o Estoril por 4 a 0, com destaque para Moussa Marega, reserva no jogo, fazendo um doblete já na estreia do comandante.
Ao longo da sua estreia na Primeira Liga de 2017–18, Conceição fizera uma irretocável temporada. Unido de grandes jogadores como Iker Casillas, Alex Telles, Tiquinho Soares e outros grandes atletas, o FC Porto conseguiu liderar a competição durante muitos jogos e o time finalmente quebrou o jejum sendo campeão com apenas duas derrotas em 34 partidas.
O título foi uma grande surpresa para os portugueses de modo geral, e o guarda-rede Casillas, Campeão do Mundo em 2010 pela Espanha, é um dos lideres do elenco português nessa campanha do título, comentara sobre vencer a Liga:
| “                                                                            | Quando começamos [...] das três grandes equipes, o Porto era a terceira, em todas as apostas. Ninguém dava um euro por nós. Na medida que fomos ganhando os jogos, fomos ganhando o respeito das pessoas. Isso nos fez acreditar que podíamos ser campeões. Quando sair essa entrevista, os meus companheiros vão dizer que bajulei o treinador. Acredito que boa parte de termos sido campeões foi culpa do técnico. Ele nos disse que iríamos ganhar o campeonato, e não na vigésima rodada, mas em um primeiro momento. | ” |
| — Casillas, em entrevista, sobre a importância de Sérgio no título nacional. | |   |

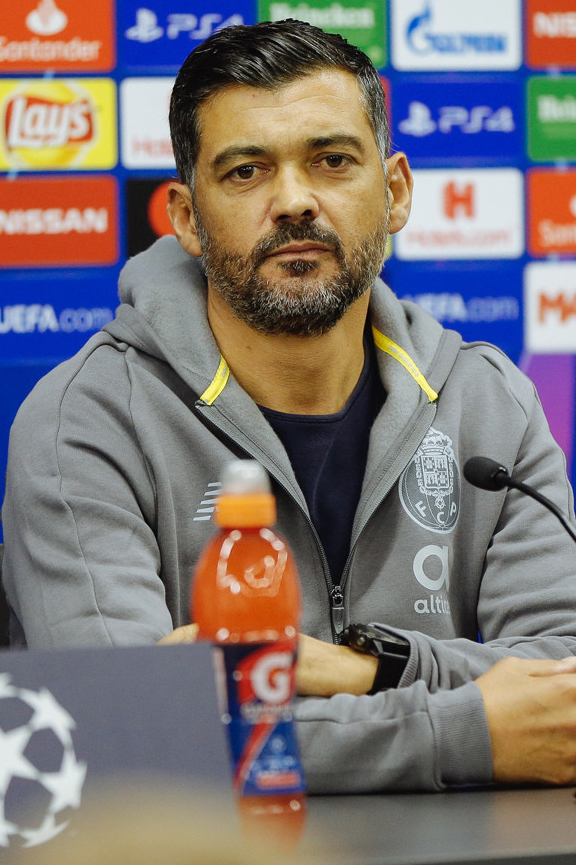
Sérgio Conceição, em coletiva pelo Porto, em 2018.

Ele continuou no clube para disputar a Primeira Liga de 2018–19, e lá novamente conseguiu uma campanha sólida e muito competente, mas tivera uma derrota a mais que na época passada e o FC Porto ficou em segundo lugar no Campeonato Português.
Conceição permaneceu no clube e novamente comandou a equipe em mais uma campanha quase invicta. O clube tivera quatro derrotas, mas conseguiu emplacar diversas vitórias, sendo uma das mais expressivas o 6 a 1 diante o Moreirense na 33ª jornada, e a equipe novamente comemorou o troféu nacional. Na ocasião, Sérgio vencera o Campeonato antecipadamente na 32ª rodada, onde derrotara o Sporting por 2 a 0.
Pela Primeira Liga de 2020–21, Sérgio permanecia um treinador que trazia muitos bons resultados ao time azul. A equipe tivera apenas duas derrotas, mas estas foram o suficiente para que o clube novamente amargasse a segunda colocação.
Na Primeira Liga de 2021–22, Sérgio tivera de preparar uma mudança na defesa do clube. Agustín Marchesín saiu do clube para assinar com o Celta Vigo, e a posição de goleiro estava com um espaço disponível. Olhando um atleta que subiu para os profissionais a pedido do próprio, Conceição tratou de colocar Diogo Costa como o guarda-redes do time português. O jogador já havia estreado em 2019, mas foi apenas nessa temporada que ele firmou-se como titular.
| “                                                         | Sim, pelo facto de me dar essa oportunidade e pela forma como ele lida connosco, com a vida e a maneira de ele ver o futebol. Pela sua personalidade, claramente que está marcado na minha carreira. Tem sido muito bom trabalhar com ele, é um treinador que nos obriga claramente a estar sempre no nosso melhor, que exige muitos de nós, mas se formos a ver o que nos exige é sempre o melhor para nós. Por isso, é muito gratificante ter uma pessoa que olha por nós assim. É sempre muito bom. | ” |
| — Costa sobre a importância de Conceição em sua carreira. | |   |

Com o Costa na baliza e com Mehdi Taremi comandando o ataque, o clube conseguiu ser tão surpreendente quanto nas últimas épocas. A equipe só foi derrotada uma vez e Conceição venceu a Primeira Liga pela terceira vez na carreira. Entre os jogos mais memoráveis está o 3 a 1 diante o Benfica na 16ª rodada. A campanha foi tão memorável que a equipe conseguiu 29 vitórias e 91 pontos, tornando-se assim a maior pontuação obtida na história do Campeonato.
No dia 8 de novembro 2020, Sérgio Conceição ultrapassou Jesualdo Ferreira como o terceiro técnico mais vitorioso da história do FC Porto, contando com 126 vitórias em 174 jogos. Nessa mesma época, Sérgio Conceição, que é pai do atacante Francisco Conceição, comandou o filho na estreia dele pelo Futebol Clube do Porto em 13 de fevereiro de 2021, no dérbi com o Boavista.
O técnico mais vitorioso começou a temporada vencendo novamente mais jogos e superou os Sportinguistas no clássico por 3 a 0. O FC Porto passou a liderar o Campeonato, mas uma derrota diante o Rio Ave por 3 a 1 na jornada seguinte causou uma perda de posição notável. A partir disso, o clube azul continuou tendo bons resultados, mas os 85 pontos não foram o suficiente para eles alcançarem o pico da tabela – liderada pelo Benfica de Roger Schmidt.
Na Primeira Liga de 2023–24, Sérgio fizera sua última temporada, bem como tivera a pior colocação desde que estreou como comandante do Porto. Com seis derrotas, a equipe amargou a terceira colocação e não conseguiu superar o Sporting comandando por Ruben Amorim, este que treinava a maior estrela em ascensão naquele período de Campeonato: Viktor Gyökeres.
Apesar da época atípica, Sérgio ainda conseguiu comandar o FC Porto em uma grande vitória diante o Benfica em 3 de março de 2024. Os Encarnados estavam uma posição acima deles (2º), mas Conceição conseguiu anular completamente o ataque adversário, superando sua defesa totalmente, e o clube azul goleou o time vermelho por 5 a 0.
À frente do FC Porto, Conceição também ajudou o clube a chegar em três finais de Taça da Liga. Nas duas primeiras vezes, a equipe amargou o vice-campeonato para o Sporting e ao Sp. Braga, respectivamente. Foi somente na Taça da Liga de 2022–23 que a equipe, novamente enfrentando o Sporting, vencera seu único título sob o comando de Sérgio.
Conceição também levou o FC Porto para cinco finais da Taça de Portugal. Em 2019, perdeu a final para o Sporting nas penalidades – da mesma forma que aconteceu na Taça da Liga do mesmo ano. No ano seguinte, o clube rumou novamente à decisão e lá derrotaram o Benfica por 2 a 1. O clube só voltaria a uma final no ano de 2022, onde venceu o Tondela por 3 a 1. A partir disso, a equipe iria rumo ao tricampeonato, derrotando, consecutivamente, o Braga e o Sporting. Na última partida mencionada, ocorreu não só o título, mas o último jogo de Sérgio no time.
As conquistas da Taça de Portugal e da Liga levaram Sérgio a disputar a Supertaça Cândido de Oliveira quatro vezes. Nas três primeiras, vencera todos os títulos, derrotando o Benfica duas vezes e o Tondela em 2022. Em 2023, o clube novamente enfrentou os Encarnados, mas foi a vez deles derrotarem os Dragões. Na partida tiveram 14 cartões, sendo 12 deles amarelos e dois vermelhos: um para o zagueiro Pepe e outro para o técnico do Porto.
Sérgio, particularmente, não tivera nenhuma grande campanha na Liga dos Campeões da UEFA pelo FC Porto. De fato, só conseguiu passar dos oitavos-de-final uma vez e normalmente sofreu algumas das maiores goleadas de sua passagem pelo clube lá. Ele iniciou a campanha na edição de 2017–18, onde tivera sua primeira derrota desde seu debut no clube – contra o Beşiktaş por 3 a 1. Após o péssimo resultado, Sérgio assumiu exclusivamente a culpa pela derrota.
O time conseguiu superar tais adversidades e rumou às oitavas de final, mas lá foram derrotadas pelo Liverpool no jogo de volta por 5 a 0 e deixaram a competição. A equipe, comandada por Jürgen Klopp, conseguiu exibir uma performance poderosa do trio Mané (que fizera um hat-trick), Salah e Firmino. Este mesmo clube, com o mesmo trio de ataque (que marcou um gol cada, com o acréscimo de um tento vindo de Virgil van Dijk) e com o mesmo treinador, eliminou o Porto novamente, dessa vez nas quartas de final, pelo placar de 4 a 1.
Na temporada seguinte, a equipe tivera de disputar a Liga Europa da UEFA de 2019–20, pois perderam as eliminatórias da Champions para o Krasnodar. Lá, tiveram um desempenho regular na Fase de Grupos, passando para disputar a Fase de 16 avos, mas lá perdendo para o Bayer Leverkusen por 5 a 2 no agregado.
Pela Liga dos Campeões da UEFA de 2020–21, a equipe obtivera melhores resultados, apesar do fim ter sido similar ao da penúltima temporada. A equipe vencera cinco dos seis jogos da Fase de grupos, tendo marcar cinco gols contra o Olympique de Marseille nos dois jogos da mesma fase, e chegou nas oitavas de final – onde venceram o primeiro jogo contra a Juventus por 2 a 1. No jogo de volta,  Federico Chiesa (duas vezes) e Adrien Rabiot comandaram a vitória dos italianos em uma partida que terminou 3 a 2 na prorrogação, mas sem eliminar o Porto. O fim da campanha viria no jogo seguinte, onde chegaram a vencer a partida de ida por 1 a 0, mas a vitória de 2 a 0 do Chelsea no jogo de ida sacramentou a retirada dos lusitanos da Competição.
Na Liga dos Campeões da UEFA de 2021–22, o time tivera sua pior campanha. O FC Porto novamente amargou uma goleada para o Liverpool por 5 a 1 na Fase de grupos, e a equipe sequer conseguiu pontos o suficiente para chegar às oitavas. De fato, a campanha deles terminou na Liga Europa – onde padeceram para o Lyon nas oitavas.
O clube retornou aos gramados da Liga dos Campeões em setembro de 2022, onde foram derrotados, em sequência, para o Atlético de Madrid e ao Club Brugge. Este último ocorrera uma goleada dos belgas por 4 a 0, resultado que o FC Porto viria a reverter quando estes se enfrentariam de novo na Fase de Grupos.
Por fim, o FC Porto conseguiu resultados melhores, superando as equipes citadas e vencendo o Bayer Leverkusen de Xabi Alonso mais duas vezes até conseguir vaga nos oitavos-de-final. Lá, porém, foram eliminados pela Inter de Milão. Na edição posterior, o clube viria a ter melhores resultados no início, goleando o Shakhtar Donetsk por 5 a 3 e o Royal Antwerp FC por 4 a 1. Quando passaram da Fase de Grupos, enfrentaram o Arsenal de Mikel Arteta e venceram os ingleses por 1 a 0 no jogo de ida. Os Gunners contudo, reverteram o jogo nas penalidades e passaram às quartas.
No dia 26 de maio de 2024, ganhou o seu último título como treinador do FC Porto, a Taça de Portugal frente ao recém campeão nacional, Sporting, e deixando os dragões como a equipa com maior número de títulos conquistados.
No dia 3 de Junho foi, de forma oficial, anunciada a rescisão de contrato com o FC Porto, após a polemica renovação dois dias antes das maiores eleições presidências de sempre do clube. Sérgio Conceição conquistou vários títulos ao longo de sete anos à frente do clube e está agora com as portas da Europa abertas para novos desafios profissionais. 

### Milan
Foi anunciado em 30 de Dezembro de 2024 como novo treinador do A.C. Milan da Itália, com um contrato válido até 30 de junho de 2026.
Sérgio tivera pouco tempo para treinar, já que no dia 3 de janeiro faria a sua estreia frente à Juventus, na meia-final da Supercopa da Itália, num jogo disputado na Arábia Saudita. Lá, a equipa demonstrou muita garra e conseguiu virar o resultado, vencendo a Velha Senhora por 2–1. Na final, disputada apenas três dias depois, o Milan voltou a começar o jogo em desvantagem, desta vez por 2–0 frente ao Inter de Milão. Contudo, o clube soube novamente dar a volta à situação e virou o marcador para 3–2, marcando todos os golos na segunda parte. Assim, com apenas dois jogos, Conceição tornou-se no treinador que precisou de menos partidas para conquistar um título pelo clube.

## Homenagem
Em sua homenagem, foi-lhe atribuído epónimo, existe o Estádio Municipal Sérgio Conceição em Taveiro, Coimbra.

## Vida pessoal
Sérgio Conceição possui cinco filhos, com quatro destes sendo futebolistas:
- Sérgio Emanuel Conceição (1997)
- Rodrigo Conceição (1999)
- Moisés Conceição (2000)
- Francisco Conceição (2002)
- José Conceição (2015)[65]

## Títulos como jogador
Leça
- Segunda Liga: 1994–95

Porto
- Supertaça Cândido de Oliveira: 1996
- Primeira Liga: 1996–97, 1997–98 e 2003–04
- Taça de Portugal: 1997–98

Lazio
- Supertaça da Itália: 1998
- Taça dos Clubes Vencedores de Taças: 1998–99
- Supertaça da UEFA: 1999
- Serie A: 1999–00
- Taça da Itália: 1999–00 e 2003–04

## Títulos como treinador
Porto
- Primeira Liga: 2017–18, 2019–20 e 2021–22
- Supertaça Cândido de Oliveira: 2018, 2020 e 2022
- Taça de Portugal: 2019–20, 2021–22, 2022–23 e 2023–24
- Taça da Liga: 2022–23

Milan
- Supercopa da Itália: 2024

### Prémios individuais
- Treinador do Mês da Primeira Liga: março de 2018
- Melhor Treinador da Primeira Liga: 2017–18, 2019–20[66] e 2021–22[67]